# Mycomya magnifica
Mycomya magnifica är en tvåvingeart som beskrevs av Vaisanen 1984. Mycomya magnifica ingår i släktet Mycomya och familjen svampmyggor.
Artens utbredningsområde är Québec. Inga underarter finns listade i Catalogue of Life.